# Condé-sur-l'Escaut

Condé-sur-l'Escaut este o comună în departamentul Nord, Franța. În 1 ianuarie 2022 avea o populație de 9.297 de locuitori.